# 韩城市各级文物保护单位列表
以下为陕西省渭南市韩城市的各级文物保护单位:

## 全国重点文物保护单位
| 名称           | 编号         | 分类   | 所在地                 | 时代     | 公布时间 | 图片   |        |
| 第二批         | 第二批       | 第二批 | 第二批                 | 第二批   | 第二批   | 第二批 | 第二批 |
| -------------- | ------------ | ------ | ---------------------- | -------- | -------- | ------ | ------ |
| 司马迁墓和祠   | 2-56         | 古墓葬 | 韩城市                 | 西汉—宋  |          |        |        |
| 第四批         |              |        |                        |          |          |        |        |
| 魏长城遗址     | 4-32         | 古遗址 | 华阴市、大荔县、韩城市 | 战国     |          |        |        |
| 韩城大禹庙     | 4-126        | 古建筑 | 韩城市                 | 元       |          |        |        |
| 韩城普照寺     | 5-424        | 古建筑 | 韩城市                 | 元       |          |        |        |
| 韩城文庙       | 5-425        | 古建筑 | 韩城市                 | 明       |          |        |        |
| 韩城城隍庙     | 5-426        | 古建筑 | 韩城市                 | 明       |          |        |        |
| 党家村古建筑群 | 5-427        | 古建筑 | 韩城市                 | 明、清   |          |        |        |
| 梁带村遗址     | 6-198        | 古遗址 | 韩城市                 | 周       |          |        |        |
| 法王庙         | 6-779        | 古建筑 | 韩城市                 | 宋至清   |          |        |        |
| 北营庙         | 6-780        | 古建筑 | 韩城市                 | 元       |          |        |        |
| 玉皇后土庙     | 6-787        | 古建筑 | 韩城市                 | 明至清   |          |        |        |
| 韩城九郎庙     | 7-1427       | 古建筑 | 韩城市                 | 元       |          |        |        |
| 庆善寺大佛殿   | 7-1430       | 古建筑 | 韩城市                 | 元       |          |        |        |
| 紫云观三清殿   | 7-1431       | 古建筑 | 韩城市                 | 元       |          |        |        |
| 毓秀桥         | 7-1444       | 古建筑 | 韩城市                 | 清       |          |        |        |
| 柳枝关帝庙     | 8-0465-3-268 | 古建筑 | 韩城市                 | 明清     |          |        |        |
| 马庄华严寺     | 8-0466-3-269 | 古建筑 | 韩城市                 | 明至民国 |          |        |        |

## 陕西省文物保护单位
- 关帝庙正殿（2-）
- 扶荔宫遗址（4-1-40）
- 东营庙（4-3-12）
- 弥陀寺（4-3-16）
- 三义墓（5-2-9）
- 吉灿升故居（5-3-22）
- 韩城苏家民居（5-3-23）
- 韩城高家祠堂（5-3-24）
- 韩城解家民居（5-3-25）
- 韩城古街房10号（5-3-26）
- 永丰昌（酱园）旧址（5-3-27）
- 韩城郭家民居（5-3-28）
- 八路军东渡黄河出师抗日纪念地（5-5-12）
- 赳赳寨塔（6-3-9）
- 韩城县衙大堂（6-3-10）
- 梁带村禹王庙正殿（6-3-11）
- 王村九郎庙（7-3-40）
- 庙后二郎庙（7-3-41）
- 西彭悟真观（7-3-42）
- 龙门书院（7-3-43）
- 王峰寨古建筑群（7-3-45）：含：王峰玉皇庙、王峰寨、王峰戏楼、凤凰砦、王峰桥
- 郭庄府君庙（7-3-46）
- 郭庄寨三圣庙（7-3-47）
- 井溢古建筑群（7-3-48）：含：井溢村法王庙、井溢村文星楼、师哲故居
- 南潘庄三义庙献殿（7-3-49）
- 上干谷圣寿寺（7-3-50）
- 史带禹王庙献殿（7-3-51）
- 下干谷玉皇庙献殿（7-3-52）
- 丁家五合祠（7-3-53）
- 周原张氏民居群（7-3-54）
- 堡安古建筑群（7-3-55）：含堡安村北戏台、堡安村南戏台、堡安村陈氏祠堂
- 嵬东司马氏族建筑群（7-3-56）：含：（东高门）司马祖茔、华池司马书院、汉太史遗祠、“法王行宫”石牌坊、徐村涝池、汉太史后裔二门祠堂
- 韩城图书楼（7-5-174）

## 韩城市文物保护单位
- 石家峪菩萨神殿
- 独泉村尊胜寺
- 杨湾丁公庙
- 盘池寺石牌坊
- 张村关帝庙
- 西贾村戏台
- 西贾村砦老爷庙
- 薛庄村佛爷庙
- 柳枝村木牌坊
- 东王文星塔
- 新民村郭子仪庙
- 河渎村子夏祠
- 姚庄老爷庙
- 姚庄圆通寺大殿
- 东泽村九郎庙正殿
- 药树村菩萨庙
- 学巷菩萨
- 关帝庙
- 城北巷关帝庙
- 闯王行宫
- 状元楼
- 英村东哨门洞楼
- 半坡福寿坛
- 涧南村南三义庙
- 东彭关帝庙
- 中苏村杜家祠堂木牌坊
- 涧南学校戏台
- 南西庄方塔
- 北赵村塔
- 堡安村塔
- 北高门东北塔
- 北高门东南塔
- “太史故里”哨门楼洞
- 东高门戏台
- 西高门塔
- 北头佛爷庙
- 树果村狐仙楼
- 贺龙兴教寺
- 南寿寺斜庙
- 王村塔
- 司马庄九郎庙献殿
- 白家庄关帝庙献殿
- 马陵庄思敬堂
- 春秋梁国都城少梁城遗址
- 高龙山宋辽战场遗址
- 庙后新石器遗址
- 史带村至昝村砦新石器遗址
- 禹门洞穴旧石器遗址
- 北苏村雷令公墓
- 上庄董翳墓
- 赵廉坟
- 姚庄苏山苏武墓
- 梁带村武德将军墓
- 龙凤山千佛洞
- 巍山七佛洞
- 王峰村摩崖造像
- 西藩地革命旧址及纪念碑
- 潭马村古白杨树
- 柳枝村望春楼
- 龙门大禹庙遗址
- 艄公庙
- 龙门铁索桥
- 韩城古城区街房建筑群
- 韩城古城区民居建筑群
- 独泉遗址
- 韩侯城遗址
- 党家村遗址
- 巍山后土庙遗址
- 武德寨堡遗址
- 钢铁村横山观
- 安国岭古道
- 北砦凤凰寨
- 姚庄牛家祠堂
- 新农村薛祖祠
- 花园村黄祖祠
- 金城烈士陵园三连牌坊
- 金城烈士陵园八角亭
- 金城烈士陵园东木牌楼
- 双楼孙家祠堂
- 上白矾梁氏祠堂
- 西塬村门楼
- 西塬村涝池
- 王家村王祖祠
- 瓦头村张氏祠堂
- 柳枝村孙氏祖祠
- 郭庄门神楼
- 沟北村高氏祠堂
- 复圣庙
- 石佛村哨门楼
- 高德辉故居
- 杜鹏程旧居
- 东少梁碉堡
- 圆觉铁钟
- 开化寺铁钟